# Międzynarodowy Puchar Piłkarski (1966/1967)
Międzynarodowy Puchar Piłkarski 1966/1967 zwany także Pucharem Karla Rappana był 6. edycją piłkarskiego turnieju. Turniej zorganizowano z udziałem 40 drużyn. Zespoły zostały podzielone na dziesięć grup po cztery zespoły każda. Podobnie jak w pierwszym sezonie, zespoły podzielono według ich położenia geograficznego. W grupach „A” zagrały kluby z Belgii, Francji, Włoch, Holandii i Szwajcarii, a w grupach „B” drużyny reprezentujące Czechosłowację, Niemiecką Republikę Demokratyczną, Jugosławię, Polskę, Szwecję i Republiki Federalnej Niemiec (wyjątek Eintracht Frankfurt). Zwycięzcą turnieju został Eintracht Frankfurt

## Grupa A1
| Lp. | Drużyna              | M | Z | R | P | B+ | B- | +/– | Pkt |              |     | FRA | LAN | FEY | LCH |
| --- | -------------------- | - | - | - | - | -- | -- | --- | --- | ------------ | --- | --- | --- | --- | --- |
| 1   | Eintracht Frankfurt  | 6 | 5 | 0 | 1 | 15 | 9  | +6  | 10  | awans do 1/4 |     | —   | 1–5 | 2–0 | 3–1 |
| 2   | Lanerossi Vicenza    | 6 | 2 | 1 | 3 | 10 | 11 | −1  | 5   |              |     | 0–1 | —   | 2–1 | 2–2 |
| 3   | SC Feijenoord        | 5 | 2 | 0 | 3 | 8  | 9  | −1  | 4   |              | 1–4 | 2–0 | —   | 4–1 |     |
| 4   | FC La Chaux-de-Fonds | 5 | 1 | 1 | 3 | 10 | 14 | −4  | 3   |              | 2–4 | 4–1 | 1–2 | —   |     |

1. ↑  Mecz La Chaux-de-Fonds – Feyenoord został przerwany z powodu mgły (wynik w tym czasie wynosił 1-2). Ponieważ żadna ze stron nie mogła się zakwalifikować mecz nie został powtórzony, a wynik nie został utrzymany.

## Grupa A2
| Lp. | Drużyna    | M | Z | R | P | B+ | B- | +/– | Pkt |              |     | DWS | ATA | GRE | STR |
| --- | ---------- | - | - | - | - | -- | -- | --- | --- | ------------ | --- | --- | --- | --- | --- |
| 1   | DWS        | 6 | 6 | 0 | 0 | 17 | 7  | +10 | 12  | awans do 1/4 |     | —   | 1–0 | 4–2 | 4–1 |
| 2   | Atalanta   | 6 | 3 | 0 | 3 | 14 | 7  | +7  | 6   |              |     | 0–1 | —   | 4–0 | 6–1 |
| 3   | Grenchen   | 6 | 2 | 0 | 4 | 14 | 20 | −6  | 4   |              | 3–5 | 3–2 | —   | 4–2 |     |
| 4   | Strasbourg | 6 | 1 | 0 | 5 | 9  | 20 | −11 | 2   |              | 1–2 | 1–2 | 3–2 | —   |     |

## Grupa A3
| Lp. | Drużyna  | M | Z | R | P | B+ | B- | +/– | Pkt |              |     | GAE | FOG | TIL | SIO |
| --- | -------- | - | - | - | - | -- | -- | --- | --- | ------------ | --- | --- | --- | --- | --- |
| 1   | Go Ahead | 6 | 6 | 0 | 0 | 24 | 8  | +16 | 12  | awans do 1/4 |     | —   | 2–0 | 3–2 | 6–4 |
| 2   | Foggia   | 6 | 4 | 0 | 2 | 6  | 3  | +3  | 8   |              |     | 0–1 | —   | 1–0 | 3–0 |
| 3   | Tilleur  | 6 | 2 | 0 | 4 | 10 | 13 | −3  | 4   |              | 0–8 | 0–1 | —   | 6–0 |     |
| 4   | Sion     | 6 | 0 | 0 | 6 | 6  | 22 | −16 | 0   |              | 2–4 | 0–1 | 0–2 | —   |     |

## Grupa A4
| Lp. | Drużyna      | M | Z | R | P | B+ | B- | +/– | Pkt |              |     | ADO | BRE | LIE | BIE |
| --- | ------------ | - | - | - | - | -- | -- | --- | --- | ------------ | --- | --- | --- | --- | --- |
| 1   | ADO          | 6 | 5 | 1 | 0 | 16 | 8  | +8  | 11  | awans do 1/4 |     | —   | 2–0 | 2–1 | 4–2 |
| 2   | Brescia      | 6 | 3 | 1 | 2 | 9  | 5  | +4  | 7   |              |     | 1–1 | —   | 1–0 | 3–1 |
| 3   | RSC Liégeois | 6 | 3 | 0 | 3 | 13 | 6  | +7  | 6   |              | 1–2 | 1–0 | —   | 7–0 |     |
| 4   | Biel-Bienne  | 6 | 0 | 0 | 6 | 7  | 26 | −19 | 0   |              | 3–5 | 0–4 | 1–3 | —   |     |

## Grupa B1
| Lp. | Drużyna            | M | Z | R | P | B+ | B- | +/– | Pkt |              |     | ZSO | KAR | ROS | OLL |
| --- | ------------------ | - | - | - | - | -- | -- | --- | --- | ------------ | --- | --- | --- | --- | --- |
| 1   | Zagłębie Sosnowiec | 6 | 5 | 0 | 1 | 14 | 7  | +7  | 10  | awans do 1/4 |     | —   | 2–1 | 6–2 | 2–1 |
| 2   | Karlsruher SC      | 6 | 3 | 0 | 3 | 8  | 7  | +1  | 6   |              |     | 0–1 | —   | 2–1 | 2–1 |
| 3   | Hansa Rostock      | 6 | 3 | 0 | 3 | 13 | 13 | 0   | 6   |              | 3–0 | 0–2 | —   | 3–0 |     |
| 4   | Olimpija Ljubljana | 6 | 1 | 0 | 5 | 7  | 15 | −8  | 2   |              | 0–3 | 2–1 | 3–4 | —   |     |

## Grupa B2
| Lp. | Drużyna            | M | Z | R | P | B+ | B- | +/– | Pkt |              |     | IFK | SZO | LOK | TEP |
| --- | ------------------ | - | - | - | - | -- | -- | --- | --- | ------------ | --- | --- | --- | --- | --- |
| 1   | IFK Göteborg       | 6 | 4 | 1 | 1 | 13 | 14 | −1  | 9   | awans do 1/4 |     | —   | 4–0 | 2–2 | 2–1 |
| 2   | Szombierki Bytom   | 6 | 3 | 0 | 3 | 17 | 9  | +8  | 6   |              |     | 8–0 | —   | 1–2 | 5–1 |
| 3   | Lokomotive Leipzig | 6 | 2 | 2 | 2 | 8  | 8  | 0   | 6   |              | 1–2 | 2–1 | —   | 1–1 |     |
| 4   | Sklo Union Teplice | 6 | 1 | 1 | 4 | 6  | 13 | −7  | 3   |              | 2–3 | 0–2 | 1–0 | —   |     |

## Grupa B3
| Lp. | Drużyna                      | M | Z | R | P | B+ | B- | +/– | Pkt |  | GZA | BRU | CZJ | AIK |
| --- | ---------------------------- | - | - | - | - | -- | -- | --- | --- |  | --- | --- | --- | --- |
| 1   | Górnik Zabrze                | 6 | 4 | 1 | 1 | 17 | 10 | +7  | 9   |  | —   | 2–4 | 2–0 | 3–2 |
| 2   | Braunschweiger TSV Eintracht | 6 | 3 | 0 | 3 | 12 | 13 | −1  | 6   |  | 2–4 | —   | 2–3 | 1–0 |
| 3   | Carl Zeiss Jena              | 6 | 2 | 1 | 3 | 9  | 12 | −3  | 5   |  | 1–5 | 1–2 | —   | 4–1 |
| 4   | AIK Fotboll                  | 6 | 1 | 2 | 3 | 7  | 10 | −3  | 4   |  | 1–1 | 3–1 | 0–0 | —   |

## Grupa B4
| Lp. | Drużyna                           | M | Z | R | P | B+ | B- | +/– | Pkt |              |     | SLO | WKR | MLÖ | KAI |
| --- | --------------------------------- | - | - | - | - | -- | -- | --- | --- | ------------ | --- | --- | --- | --- | --- |
| 1   | Internacionál Slovnaft Bratislava | 6 | 4 | 0 | 2 | 18 | 10 | +8  | 8   | awans do 1/4 |     | —   | 3–0 | 4–0 | 5–2 |
| 2   | Wisła Kraków                      | 6 | 3 | 1 | 2 | 13 | 10 | +3  | 7   |              |     | 3–2 | —   | 4–0 | 1–2 |
| 3   | Malmö FF                          | 6 | 2 | 1 | 3 | 9  | 13 | −4  | 5   |              | 1–2 | 1–1 | —   | 4–0 |     |
| 4   | Kaiserslautern                    | 6 | 2 | 0 | 4 | 12 | 19 | −7  | 4   |              | 4–2 | 2–4 | 2–3 | —   |     |

## Grupa B5
| Lp. | Drużyna              | M | Z | R | P | B+ | B- | +/– | Pkt |  | VOR | KOS | ELF | BNE |
| --- | -------------------- | - | - | - | - | -- | -- | --- | --- |  | --- | --- | --- | --- |
| 1   | Vorwärts Berlin      | 6 | 5 | 0 | 1 | 13 | 8  | +5  | 10  |  | —   | 3–1 | 2–0 | 2–1 |
| 2   | VSS Košice           | 6 | 3 | 1 | 2 | 12 | 11 | +1  | 7   |  | 4–0 | —   | 3–0 | 2–0 |
| 3   | Elfsborg             | 6 | 3 | 0 | 3 | 10 | 8  | +2  | 6   |  | 0–2 | 6–0 | —   | 1–0 |
| 4   | Borussia Neunkirchen | 6 | 0 | 1 | 5 | 6  | 14 | −8  | 1   |  | 2–4 | 2–2 | 1–3 | —   |

## Grupa B6
| Lp. | Drużyna                | M | Z | R | P | B+ | B- | +/– | Pkt |              |     | NOR | DRE | PBT | SHC |
| --- | ---------------------- | - | - | - | - | -- | -- | --- | --- | ------------ | --- | --- | --- | --- | --- |
| 1   | IFK Norrköping         | 6 | 4 | 0 | 2 | 17 | 10 | +7  | 8   | awans do 1/4 |     | —   | 4–1 | 5–1 | 2–0 |
| 2   | Dynamo Drezno          | 6 | 3 | 1 | 2 | 13 | 7  | +6  | 7   |              |     | 3–1 | —   | 7–1 | 2–0 |
| 3   | Polonia Bytom          | 6 | 1 | 3 | 2 | 5  | 13 | −8  | 5   |              | 3–1 | 0–0 | —   | 0–0 |     |
| 4   | Spartak Hradec Králové | 6 | 1 | 2 | 3 | 3  | 8  | −5  | 4   |              | 2–4 | 1–0 | 0–0 | —   |     |

## Ćwierćfinał
Zgodnie z zasadą UEFA kluby, które brały udział w rozgrywkach UEFA, nie mogły brać udziału w żadnym innym turnieju, który wykracza poza przerwę letnią. Z tego powodu z rozgrywek odpadł Górnik Zabrze i Vorwärts Berlin.
| Drużyna 1                            | Wynik dwumeczu | Drużyna 2           | Pierwszy mecz | Drugi mecz |
| ------------------------------------ | -------------- | ------------------- | ------------- | ---------- |
| IFK Norrköping                       | 3:4            | Eintracht Frankfurt | 2:1           | 1:3        |
| ADO                                  | 3:0            | IFK Göteborg        | 1:0           | 2:0        |
| DWS                                  | 2:5            | Zagłębie Sosnowiec  | 2:2           | 0:3        |
| Internacionál Slovnaft Bratislava    | 4:3            | Go Ahead            | 3:0           | 1:3        |
| Po lewej gospodarz pierwszego meczu. |                |                     |               |            |

## Półfinał
| Drużyna 1                            | Wynik dwumeczu | Drużyna 2                         | Pierwszy mecz | Drugi mecz |
| ------------------------------------ | -------------- | --------------------------------- | ------------- | ---------- |
| ADO                                  | 2:3            | Internacionál Slovnaft Bratislava | 1:0           | 1:3(dogr.) |
| Zagłębie Sosnowiec                   | 5:7            | Eintracht Frankfurt               | 4:1           | 1:6        |
| Po lewej gospodarz pierwszego meczu. |                |                                   |               |            |

## Finał
| Drużyna 1                            | Wynik dwumeczu | Drużyna 2           | Pierwszy mecz | Drugi mecz |
| ------------------------------------ | -------------- | ------------------- | ------------- | ---------- |
| Internacionál Slovnaft Bratislava    | 3:4            | Eintracht Frankfurt | 2:3           | 1:1(dogr.) |
| Po lewej gospodarz pierwszego meczu. |                |                     |               |            |